# Brigade de cavalerie Confins
La brigade de cavalerie Confins est une des unités de combat montées polonaises durant la Seconde Guerre mondiale.

## Création et différentes dénominations
Le général Anders en fut un des commandants.

## Théâtres d'opérations
- 1er septembre au 6 octobre 1939 : Campagne de Pologne